# 梅阿吉省
5°24′N 6°34′W / 5.400°N 6.567°W

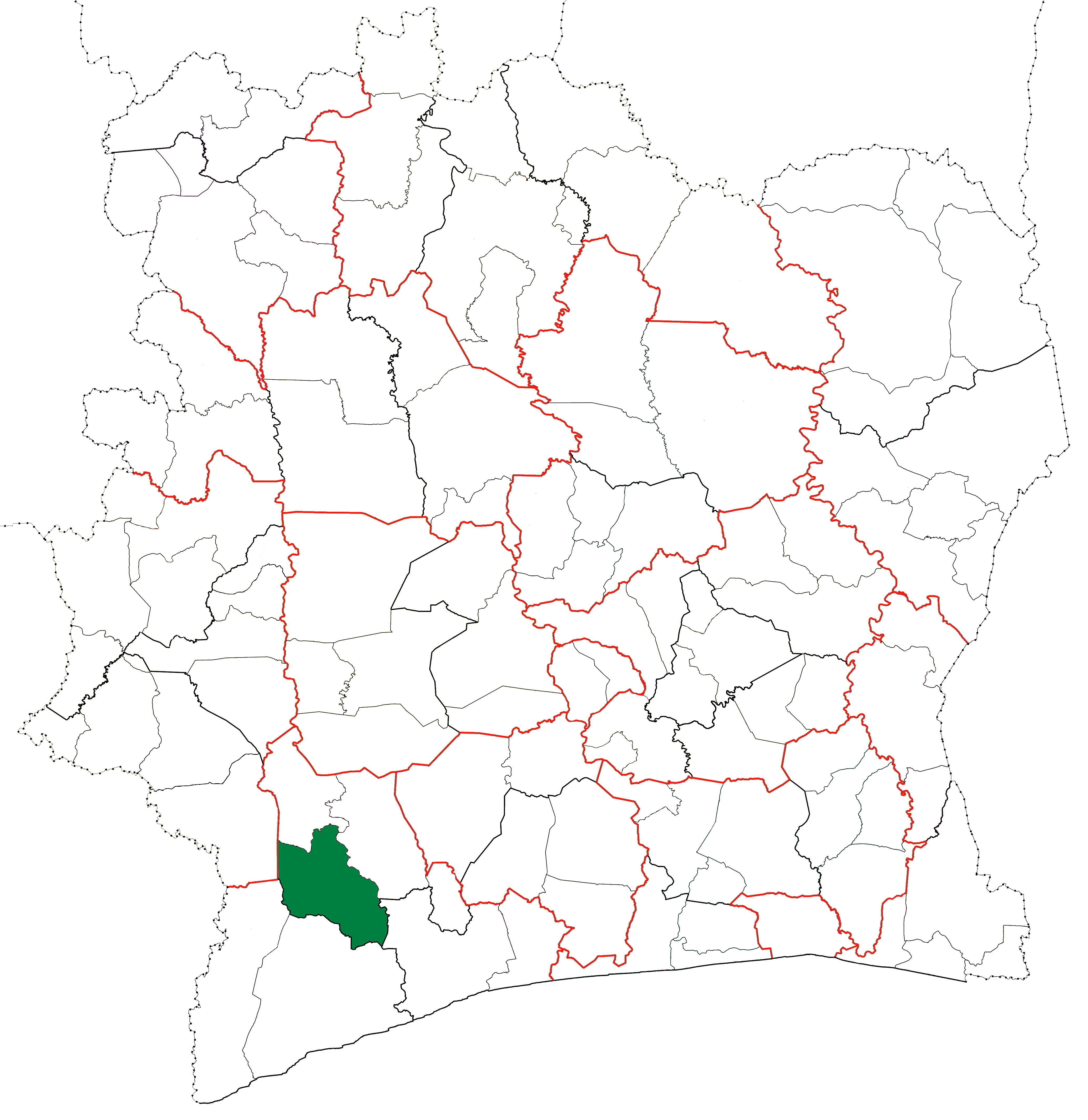

梅阿吉省（Méagui Department），是科特迪瓦的省份，位於該國西南部下薩桑德拉區，由納瓦大區負責管轄，東面是布約省，成立於2012年，2014年該省份人口320,975。